# Embalse de Heyshope
El embalse de Heyshope se encuentra en el río Assegaai, en la provincia de Mpumalanga, en Sudáfrica. La presa de Heyshope, de relleno de tierra, se construyó en 1963. Su principal propósito es servir a las comunidades del Triángulo del Vaal, un área que se extiende a ambas orillas del río Vaal, una región industrial que es sede de la Corporación de Hierro y Acero (ISCOR) y de Sasol, las instalaciones de tratamiento del acero y petróleo.
El embalse, a 30 km de Piet Retief, en la esquina sudeste de Mpumalanga, es el más grande de la provincia y el octavo de Sudáfrica. Tiene una capacidad de 451 hm3 y una superficie de 50 km2 con una costa de 120 km, a un altitud de 1100 metros. La presa tiene 28,5 m y una longitud de 1030 m. Es conocido por la pesca de la perca americana, que desova antes que en otros lagos de la región.

## Entorno
El embalse está rodeado de tierras agrícolas y de pastos, donde se cría ganado y se cultiva maíz. Hay en el embalse 17 bahías donde desembocan los ríos de las montañas circundantes. En estas pequeñas áreas se han registrado hasta 45.000 aves acuáticas, aunque en la totalidad puede haber hasta cien mil. En los años secos aquí se refugian las aves de los salares cercanos, como el lago Chrissie. Entre las aves hay pato de pico amarillo y  cuchara del Cabo, así como zampullín común, cormoranes, patos, gansos y limícolas. Por esta razón es candidato a sitio Ramsar. El lago tiene un problema de eutrofización por los fertilizantes.

## Trasvase Heyshope-Grootdraai
Este trasvase tiene lugar desde el embalse de Heyshope a través del canal de Heyshope hacia el embalse de equilibrio de Geelhoutboom, cuya función es regular el flujo de agua, a través de bombas y canales. Desde Geelhoutboom es bombeada al embalse de Morgenstond y luego al canal de Balmoral, que la lleva al río Little Vaal y al embalse de Grootdraai. La capacidad del bombeo es de 3,8 m3/s. Todo ello forma parte del área de captación del Alto Vaal.
El propósito de este sistema de trasvases es suministrar agua al complejo petroquímico Sasol-Secunda, así como a las centrales hidroeléctricas de la energética Eskom, en el área de captación del Alto Olifants.